# Jock Dodds
Ephraim "Jock" Dodds, né le 7 septembre 1915 à Grangemouth en Écosse et mort le 24 février 2007, était un footballeur écossais. 
Cet avant-centre compte huit sélections en équipe d'Écosse pour neuf buts inscrits. Toutefois, ces sélections ayant été honorées pendant la Seconde Guerre mondiale, elles ne sont pas officielles. Le 18 avril 1942, Dodds marque trois buts à Hampden Park devant 91 000 spectateurs face à l'Angleterre au cours d'une victoire écossaise 5-4.
Buteur efficace avant et pendant la guerre, Dodds conserve d'excellentes statistiques après le conflit. Il inscrit notamment 36 buts en 55 matchs de championnat avec Everton de 1946 à 1948.
Le record le plus étonnant de ce buteur qui débuta en pro dès l'âge de 16 ans, fut d'inscrire trois buts en deux minutes et demie en 1943 dans un match de championnat de guerre contre Tranmere Rovers FC.

## Carrière
- 1932-1934 : Huddersfield Town FC
- 1934-1939 : Sheffield United FC
- 1939-1946 : Blackpool FC
- 1946-1948 : Everton FC
- 1948-1950 : Lincoln City FC

## Palmarès
- Finaliste de la FA Cup 1936 avec Sheffield United